# Campus Riedberg
Koordinaten: 50° 10′ 22,8″ N, 8° 37′ 53″ O

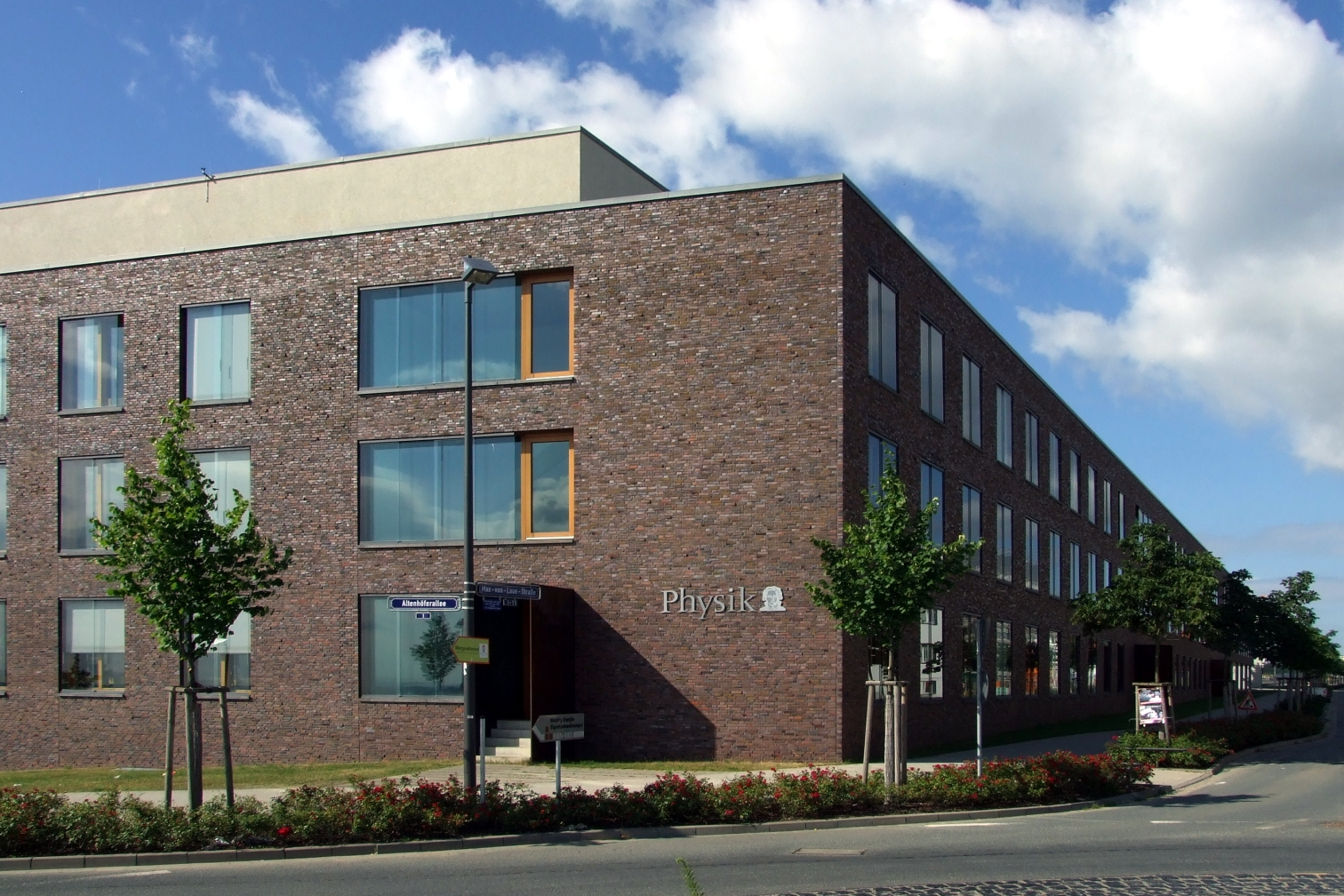
Institutsgebäude Physik am Campus Riedberg

Der Campus Riedberg ist der naturwissenschaftliche Campus der Johann-Wolfgang-Goethe-Universität Frankfurt am Main. Er liegt am südwestlichen Hang der Frankfurter Siedlung Riedberg. Dort sind die Fachbereiche Biochemie/Chemie/Pharmazie sowie Physik, große Teile des Fachbereichs Geowissenschaften/Geographie (bis auf das Institut für Humangeographie) und seit 2011 die Biowissenschaften (zuvor nur teilweise) mit insgesamt etwa 4.000 Studierenden angesiedelt. Zukünftig werden sich hier auch die Institute der Mathematik und Informatik befinden.

## Die Anfänge des Campus
Erste Gebäude der Universität an diesem Standort, damals noch als Campus Niederursel bezeichnet, wurden 1972 für den Fachbereich Chemie in Betrieb genommen. Um 1994 wurde das Biozentrum mit zusätzlicher Mensa, neuen Hörsälen und Fachbereichsbibliothek eröffnet. Die damaligen Postanschriften waren Marie-Curie-Straße 7–9 für die Chemie und Marie-Curie-Straße 11–15 für das Biozentrum. Etwa im Jahr 2008 wurden die Adressen an die neu entstandene Max-von-Laue-Straße verlegt.

## Neubau Physik und andere Gebäude in der ersten Erweiterung
Mit der geplanten Auflösung des Campus Bockenheim wurden verschiedene Standorte für die in Frankfurt-Bockenheim angesiedelten Fachbereiche gesucht. Da am Riedberg bereits zwei naturwissenschaftliche Institutsgebäude vorhanden waren, entschied man sich dafür, auch die übrigen naturwissenschaftlichen Fachbereiche dort anzusiedeln. Im Juni 2005 wurde am Riedberg das Gebäude der Physik einschließlich des Instituts für Kernforschung bezogen. Als weitere Lehrgebäude wurden 2007 die Geowissenschaften und das Frankfurt Institute for Advanced Studies (FIAS) eingeweiht. Eine universitätsunabhängige Gesellschaft errichtete Anfang 2008 ein Wohnheim mit etwa 100 Mieteinheiten. Als Abschluss der ersten Erweiterung wurde 2009 das sogenannte Werkstattgebäude zwischen der Physik und der Geowissenschaft gebaut. Zusätzlich wurden am Riedbergzentrum zwei Etagen für das FIAS und für ein Graduiertenkolleg angemietet (1. Februar 2014 abgemietet).

## Neubau Biologikum, Exzellenzcluster und Otto-Stern-Zentrum

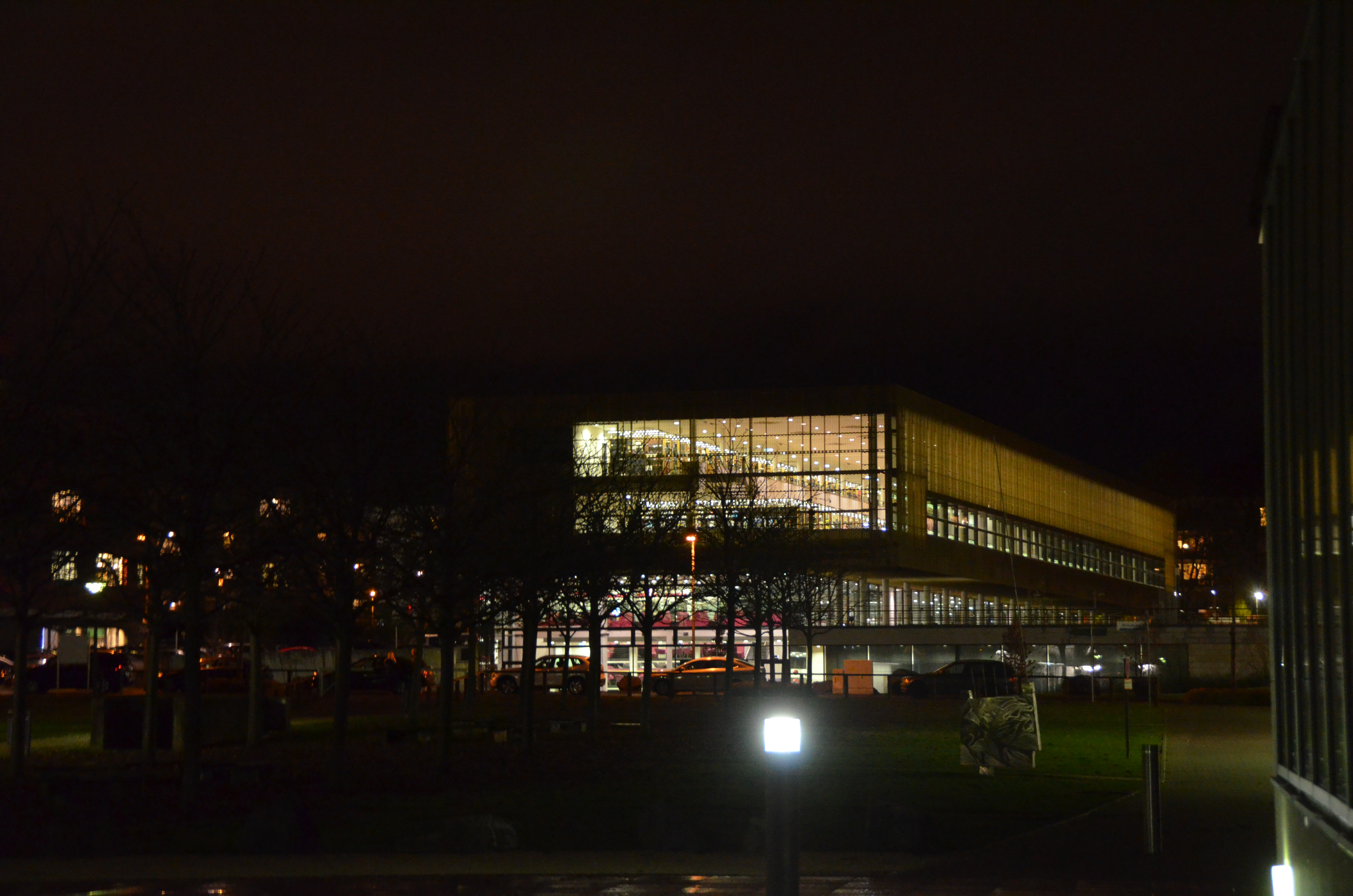
Otto-Stern-Zentrum (2016)

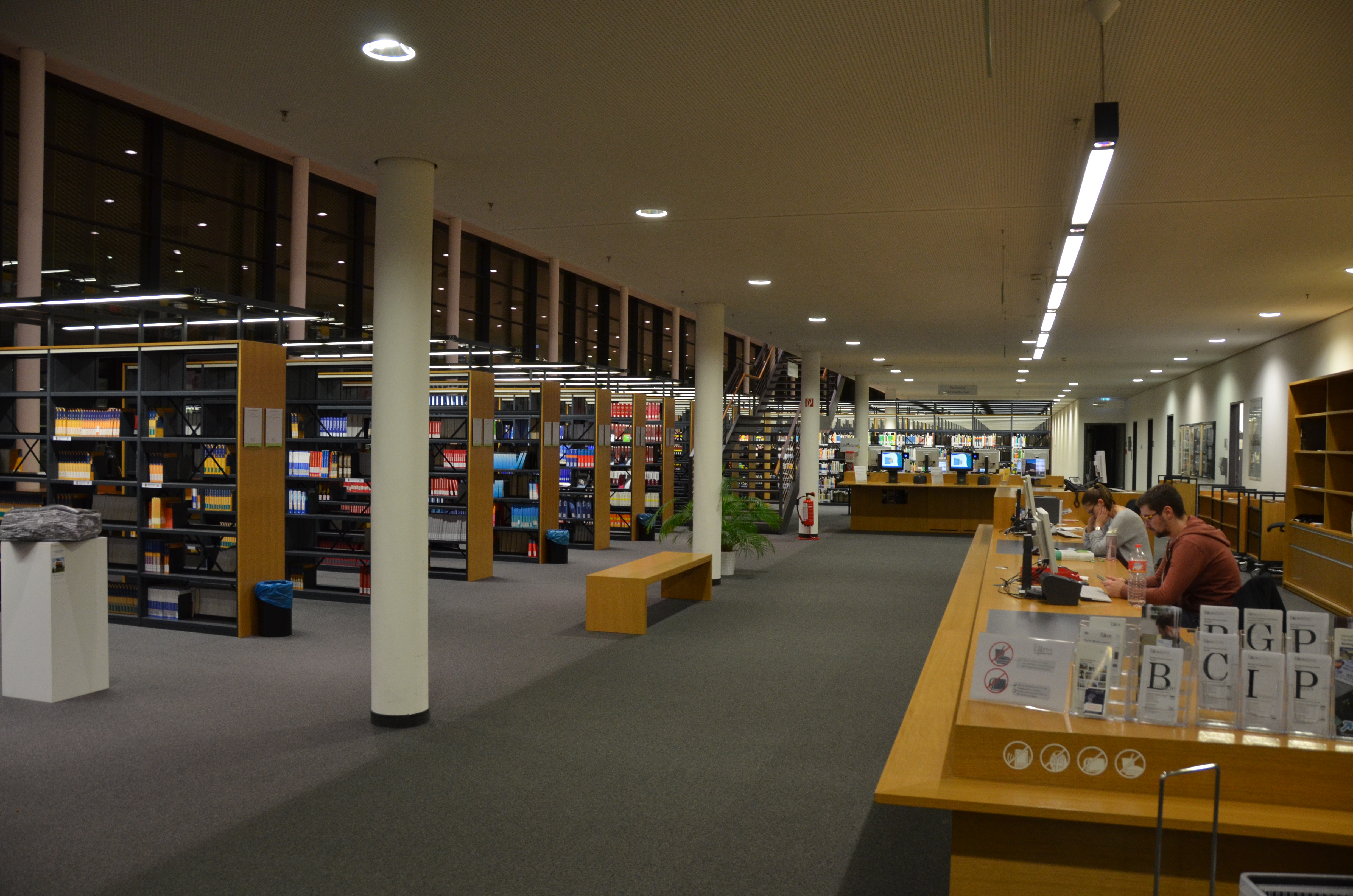
Die Bibliothek Naturwissenschaften (BNat) im Otto-Stern-Zentrum

Die letzten drei Erweiterungen wurden gemeinsam am 16. Dezember 2011 eingeweiht. Es sind das Biologicum, das Buchmann Institut für Molekulare Lebenswissenschaften (BMLS) (ein Forschungsgebäude des Exzellenzclusters Makromolekulare Komplexe) und das sogenannte Infrastrukturzentrum, das noch in der Bauphase den Namen Otto-Stern-Zentrum erhielt. Das Otto-Stern-Zentrum umfasst die naturwissenschaftliche Bereichsbibliothek mit 300.000 Medien, eine zentrale Cafeteria und mehrere Hörsäle und Seminarräume.

## Weitere Neubauten
2013 wurde das Forschungsgewächshaus auf dem Campus Riedberg fertiggestellt. Es dient zur Anzucht, Pflege, Unterhaltung und Präsentation von Pflanzen, die für Forschung und Lehre den Biowissenschaften der Goethe-Universität auf dem Campus Riedberg bereitgestellt werden.

### Informatik und Mathematik
Der Spatenstich für den Neubau der Informatik und Mathematik fand am 28. September 2023 statt, die Fertigstellung der Gebäude ist geplant für Juni 2026.

### Chemie
Der Spatenstich für den neuen Laborbereich unterhalb des Gebäudeteils N160 war am 2. März 2023. Die Erdarbeiten haben im Oktober 2022 begonnen.

## Wissenschaftsgarten

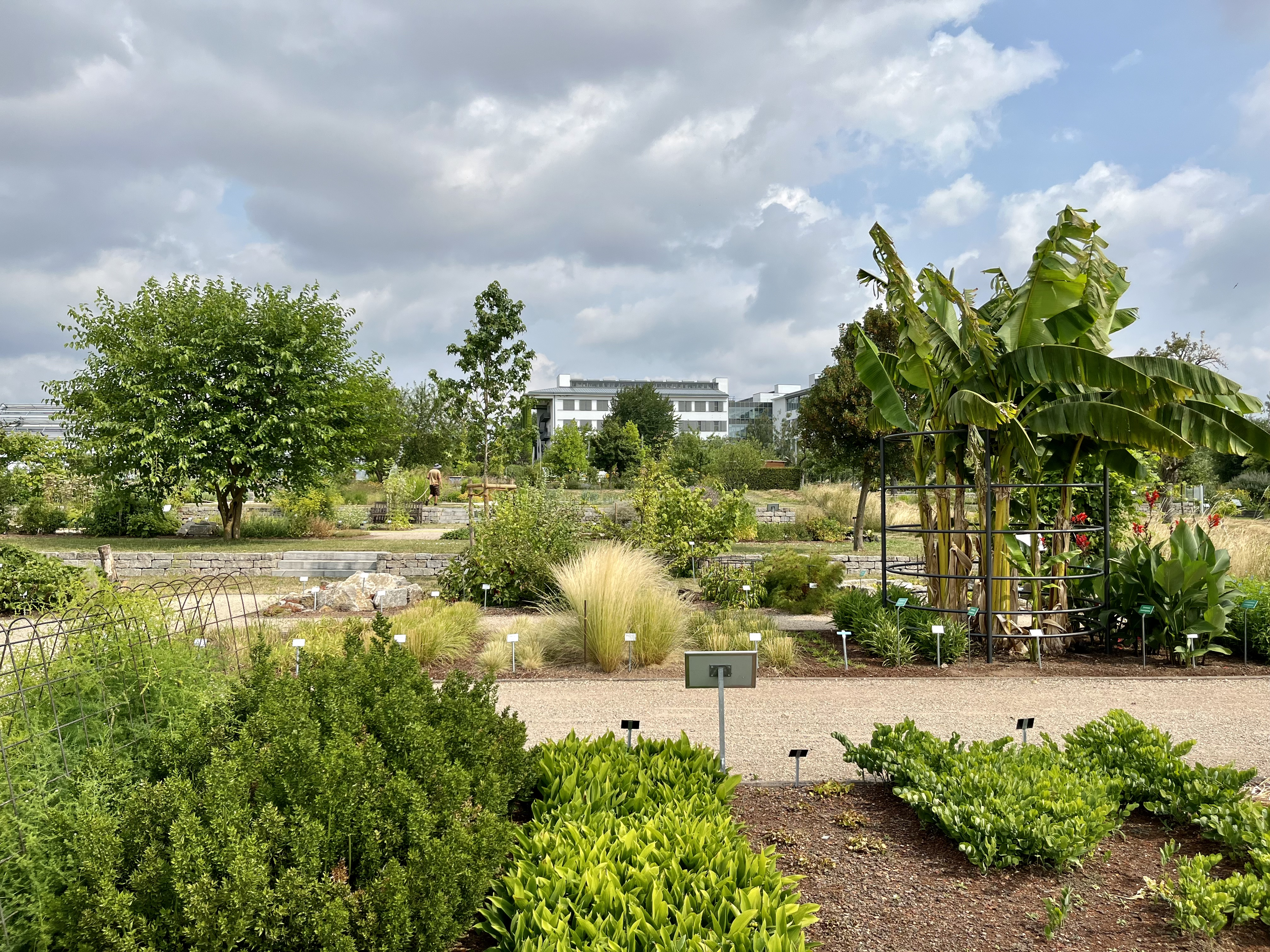
Wissenschaftsgarten der Goethe-Universität

Am Südrand des Universitäts-Campus Riedberg liegt der Wissenschaftsgarten. Er umfasst außer dem ca. 300 m² großen Forschungsgewächshaus ein  großes Versuchsgewächshaus und einen ca. 3 Hektar großen Freilandbereich. Obwohl der Wissenschaftsgarten der naturwissenschaftlichen Lehre und Forschung dient, ist er auch der Allgemeinheit zugänglich. Der Freilandbereich ist ganzjährig von Montag bis Freitag von 09:00 Uhr bis 15:00 Uhr geöffnet. Von März bis Oktober ist er an Samstagen von 11:00 Uhr bis 17:00 Uhr geöffnet. An Tagen, an denen Führungen stattfinden, ist der Garten bis 17:30 Uhr geöffnet.

## Weitere wissenschaftliche Einrichtungen
Im Umfeld der Universität haben sich Unternehmen der Life Sciences sowie Forschungsinstitute wie das Max-Planck-Institut für Hirnforschung, Max-Planck-Institut für Biophysik und das interdisziplinär arbeitende Frankfurt Institute for Advanced Studies niedergelassen. Das benachbarte Frankfurter Innovationszentrum Biotechnologie (FIZ) beherbergt junge Life-Science-Firmen. Ende 2008 ging der zweite Gebäudekomplex für das FIZ in Betrieb, mit dem die Nutzfläche auf 14.000 Quadratmeter stieg. Hauptnutzer des Neubaus ist das Unternehmen Merz Pharma. Von den zur Verfügung stehenden Flächen dieses Quartiers sind Ende 2011 etwa 80 Prozent belegt. Eine weitere Ergänzung des FIZ, der US-amerikanischen Vorbildern nachempfundene Campus of Elements entsteht seit November 2011 an der südwestlichen Ecke Altenhöferallee und Riedbergallee. Auf einem 9.200 Quadratmeter großen Grundstück werden 16.500 Quadratmeter vermietbare Flächen in einem offenen Gebäudekomplex den Forschern der Elemente Wasser, Feuer, Erde und Luft zur Verfügung gestellt.
Die wissenschaftlich genutzten Flächen gehören zum Ortsbezirk 8, bilden jedoch mit den sich verzahnenden Wohngebieten im Ortsbezirk 12 eine siedlungsgeografische Einheit.

## Verkehr
Die Anbindung des Geländes an öffentliche Verkehrsmittel war bis 1996 recht schlecht. Erst mit Eröffnung des Biozentrums fuhr eine Buslinie regelmäßig zu diesem Campus. Mit der Entstehung weiterer Bauten (Physik und Geologie) stieg die Zahl der Buslinien zum Campus auf bis zu drei. Die Zufahrt mit Kraftfahrzeugen war bis zum Jahr 2005 nur über die Rosa-Luxemburg-Straße und die Marie-Curie-Straße möglich. Ende 2010 wurde die Station Uni-Campus Riedberg der U-Bahn Frankfurt eröffnet, und die Anbindung per Bus auf zwei Linien reduziert.
| Linie | Verlauf | Takt                                       |
| ----- | --- | ------------------------------------------ |
| S8    | Südbahnhof – Schweizer Platz – Willy-Brandt-Platz – Hauptwache – Eschenheimer Tor – Grüneburgweg – Holzhausenstraße – Miquel-/Adickesallee – Dornbusch – Fritz-Tarnow-Straße – Hügelstraße – Lindenbaum – Weißer Stein – Heddernheim – Zeilweg – Wiesenau – Niederursel – Uni-Campus Riedberg – Riedberg | 15 min 10 min (HVZ)                        |
| S9    | Nieder-Eschbach – Bonames Mitte – Kalbach – Riedberg – Uni-Campus Riedberg – Niederursel – Wiesenau – Heddernheimer Landstraße – Nordwestzentrum – Römerstadt – Ginnheim/Niddapark – Ginnheim Mitte | 15 min (werktags) 30 min (sonn-/feiertags) |

## Datenanschlüsse
Heute ist jedes Gebäude mit Datenanschlüssen versorgt. Dies war nicht immer so, da zum Beispiel beim Biozentrum eigentlich eine Lichtwellenleiter-Verkabelung eingebaut werden sollte. Diese ist in der Bauphase durch eine ACO-Verkabelung ersetzt worden (in jedem dritten Raum). Diese wurde erst 2008 geändert in eine "Fiber To The Office"-Verkabelung  (FTTO) mit Miniswitch. Die Chemie wurde etwa 2002 mit einer Twisted-Pair-Verkabelung ausgestattet. Weiterhin haben die Physik, Geologie und das Werkstattgebäude, sowie das Studentenwohnheim noch eine Twisted-Pair-Verkabelung. Alle anderen Neubauten erhielten FTTO mit Miniswitch einschließlich einer großflächigen W-LAN-Versorgung. Die Arbeitsplätze der Bibliothek sowie die Hörsaalplätze im Otto-Stern-Zentrum sind mit Strom- und Datenanschlussdosen ausgestattet.

## Veranstaltungen
Seit dem Jahr 2006 findet jährlich die Veranstaltung Night of Science am Campus Riedberg statt. Sie dient dazu, den Campus sowie die naturwissenschaftlichen Fachbereiche näher kennenzulernen. Die Veranstaltung wird ausschließlich aus studentischer Hand organisiert und auf die Beine gestellt. Neben Vorträgen gibt es auch viele Experimente, Führungen und weitere Unterhaltung durch z. B. Livemusik. Wie der Name schon suggeriert, handelt es sich um eine nächtliche Veranstaltung. Sie beginnt traditionsgemäß um 17:00 Uhr und endet um 5:00 Uhr mit einem gemeinsamen Frühstück.